# Badenweiler
Badenweiler, là một đô thị nghỉ dưỡng thuộc huyện Breisgau-Hochschwarzwald, trong bang Baden-Württemberg, Đức. Đô thị này có diện tích 13,03 km2, có cự ly 28 km so với Basel, 10 km đối với biên giới nước với Pháp và 20 km so với Mulhouse. Dân số Badenweiler thời điểm 31 tháng 12 năm 2020 là 4498 người.